# Corcovetella
Corcovetella Galiano, 1975 è un genere di ragni appartenente alla Famiglia Salticidae.

## Distribuzione
L'unica specie oggi nota di questo genere è stata rinvenuta in Brasile.

## Tassonomia
A giugno 2011, si compone di 1 specie:
- Corcovetella aemulatrix Galiano, 1975[2] — Brasile